# 西岸村
西岸村（にしぎしむら）は、石川県鹿島郡に存在した村。
村の名称は、七尾湾の西の岸に位置する村であることによる。

## 地理・概要
- 現在の七尾市、旧中島町における北部に位置。
- 東に七尾湾を臨み、西は丘陵になっている。
- 当時、海岸では漁業が多く営まれ、主な産物はボラ、ハチメ、ナマコ、養殖カキなど。山林地帯では林業が行われていた。

## 歴史
- 1889年（明治22年）4月1日 - 町村制の施行により、鹿島郡横見村、田岸村、小牧村、深浦村、外（そで）村、長浦村、瀬嵐村及び別所村を廃し、その区域をもって鹿島郡西岸村を設置する。当時の世帯数・人口は354世帯、2,048人。
- 1920年（大正9年）- 世帯344、人口1,869人。
- 1932年（昭和7年）8月27日 - 国鉄七尾線の能登中島駅〜穴水駅間が開通し、同日、村内に西岸駅開業。
- 1946年（昭和21年） - あらたに字鹿島台を設定する。
- 1953年（昭和28年）- 世帯344、人口2,180人。
- 1954年（昭和29年）11月3日 - 鹿島郡中島村、西岸村、 豊川村、熊木村、笠師保村及び釶打村を廃し、その区域をもって鹿島郡中島町を設置する。9大字は中島町の大字に継承。

## 教育
- 西岸村立西岸中学校
- 西岸村立西岸小学校（2004年3月31日で廃校、中島小学校に統合。）

## 交通
- 国鉄七尾線
  - 西岸駅
- 国道249号（現在の道路）